# Yab-yum

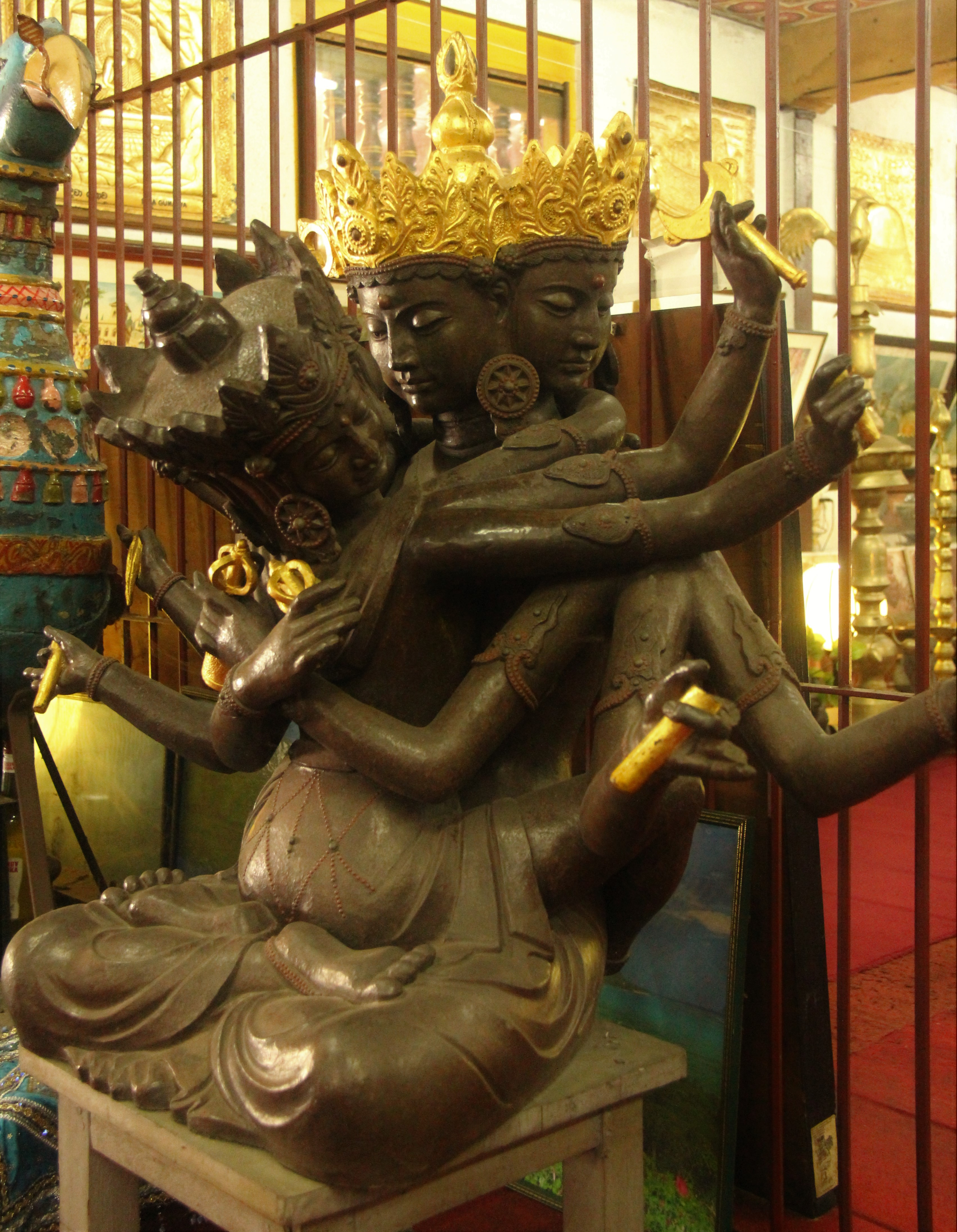
Heruka en forma Yab-Yum. Museu del Temple de Gangaramaya, Sri Lanka

Yab-yum (literalment del tibetà, «pare-mare») és un símbol comú en l'art budista de l'Índia, Bhutan, Nepal i el Tibet.
Representa la unió primordial de la saviesa i la compassió, representat com una deïtat masculina en unió sexual amb la seva pàredra femenina. La figura masculina representa la compassió (karuṇā) i els mitjans (upāya), mentre que la parella femenina representa la saviesa (prajñā).

## Significat
El simbolisme està associat amb l'anutarayoga tantra i, si bé hi ha diverses interpretacions del simbolisme en el llenguatge crepuscle, la figura masculina sol estar vinculada a la compassió (karuṇā) i els mitjans (upāya), mentre que la parella femenina representa la visió, percepció, o saviesa (prajñā).
Generalment, el yab-yum s'entén com la representació de la unió primordial (o mística) de la saviesa i la compassió. En el budisme, la forma masculina és activa i representa la compassió i els mitjans hàbils que han de ser desenvolupats per tal d'aconseguir la il·luminació. La forma femenina és passiva i representa la saviesa, que també és necessària per a la il·luminació. Unides, les figures simbolitzen la unió necessària per superar els vels de Maya (il·lusió, engany, somni), la falsa dualitat d'objecte i subjecte.

## Iconografia
Aquestes figures es representen freqüentment en forma de murti (estàtues) o relleus, o es pinten en thangka. El yab-yum també es pot representar a través de l'anicònica significació del yantra i mandala.

### En el budisme tibetà
En el budisme tibetà, les mateixes idees es troben en relació amb la campana i el dorje, el qual, igual que el yab-yum, simbolitza la dualitat que s'ha de superar. La pràctica tàntrica sagrada condueix a un ràpid desenvolupament de la ment mitjançant l'ús de l'experiència de la felicitat, la no-dualitat i l'èxtasi, mentre s'està unit en ment o en esperit amb la parella.

### En el hinduisme
En l'hinduisme el yab-yum té un significat lleugerament diferent. S'abraça la postura que representa la força divina de la creació. El concepte hindú és el d'una deïtat masculina passiva abraçant a la seva esposa, anomenada Xacti, que representant la seva activitat o potència. El yab-yum icònic del Cakrasaṃvara Tantra-Vajravārāhī està influenciat directament per la representació hinduista de la unió de Kali i Bhairava.

## El yab-yum en el sadhana
El simbolisme de la unió i la polaritat sexual és un ensenyament central en el budisme tàntric, especialment al Tibet. El practicant realitza la unió com una experiència mística en el propi cos.
Com a pràctica tàntrica, el yab-yum és similar a la karmamudrā o «segell de l'acció». Aquest és un ioga tàntric que implica una parella física. No obstant això, l'objectiu de la pràctica és controlar el lung (vent o alè) propi. Aquesta sadhana és part de l'etapa de finalització.

## Galeria d'imatges

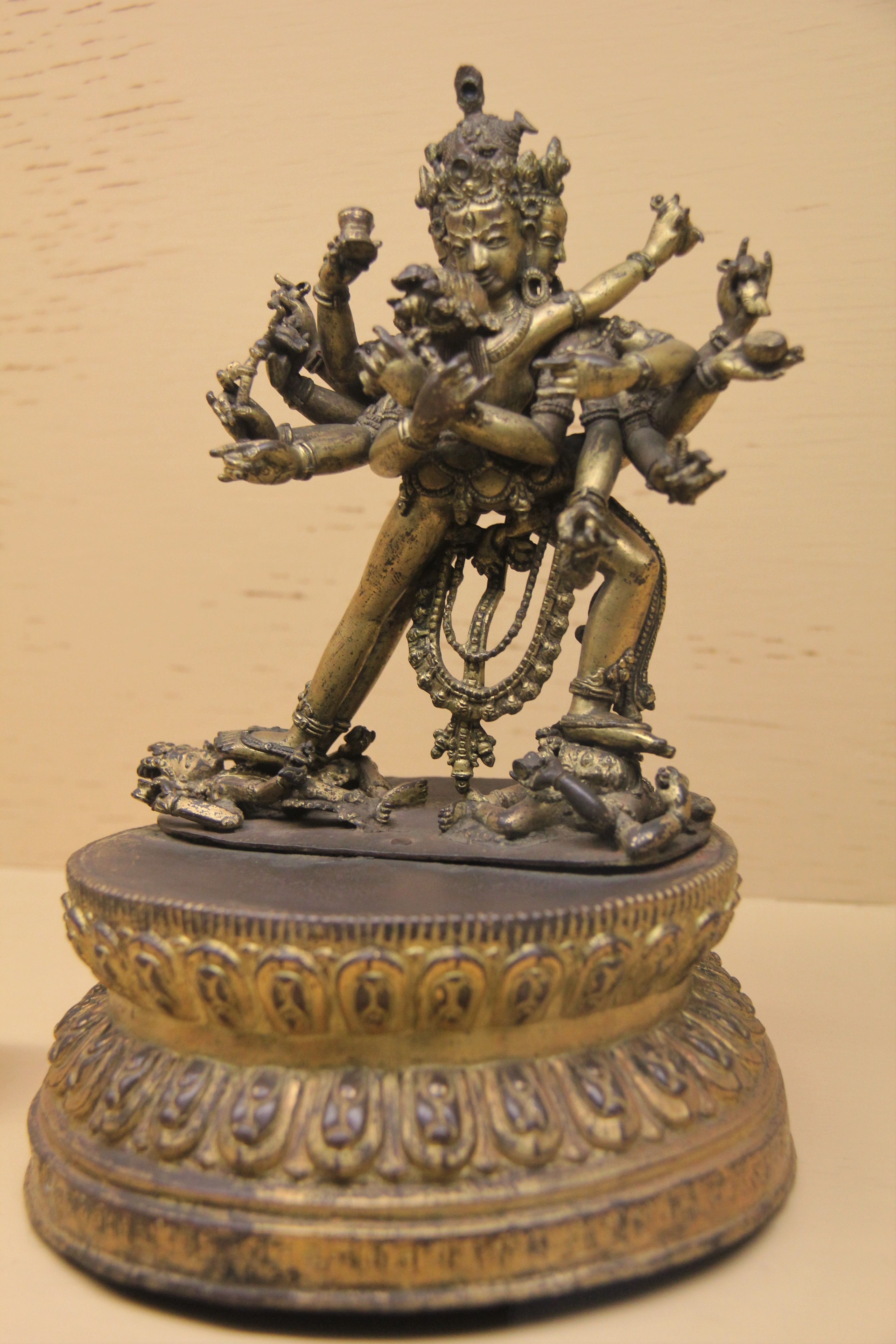
Heruka en Yab-Yum amb Vajravārāhī.
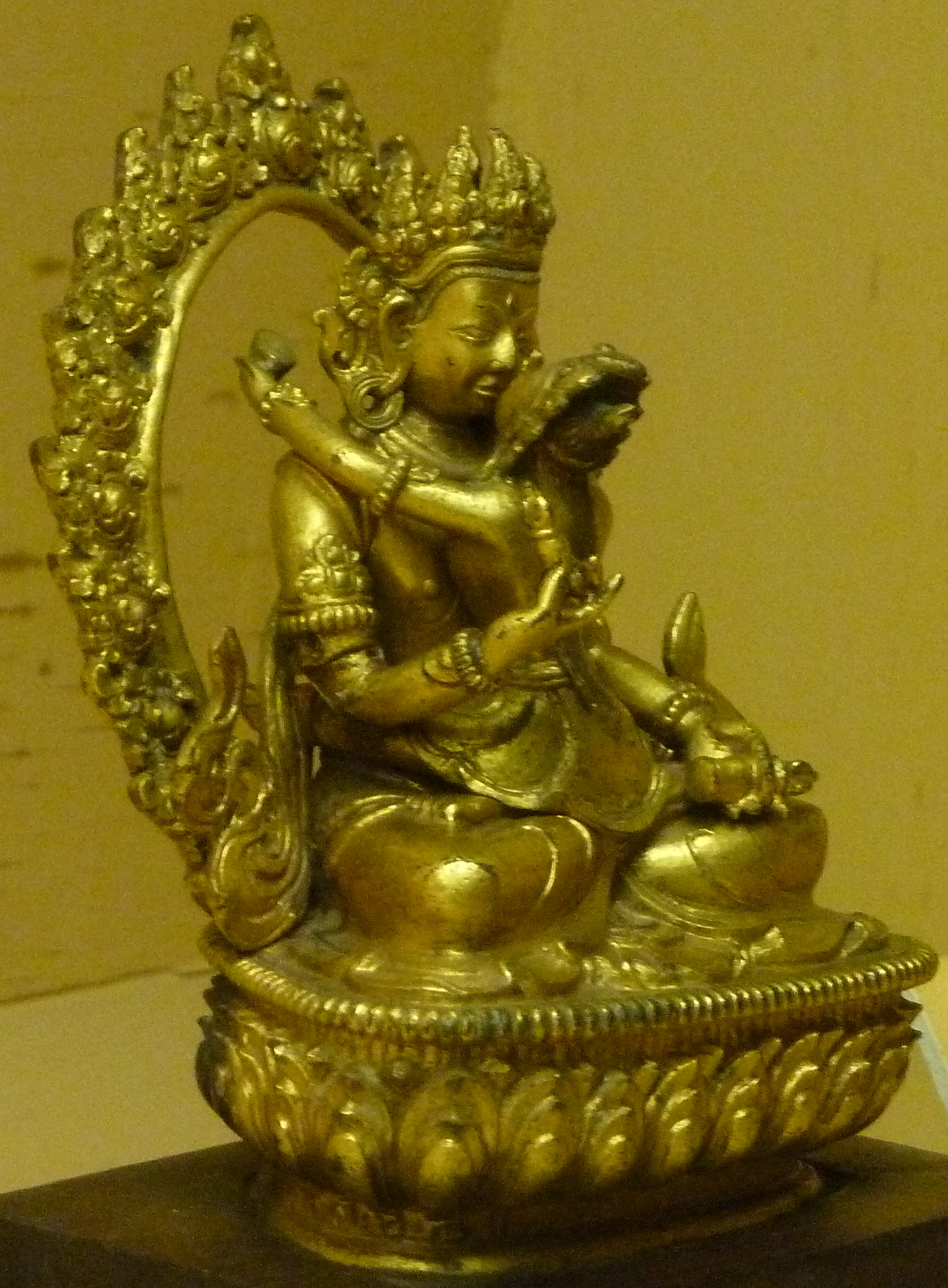
Padmasambhava en Yab-Yum.
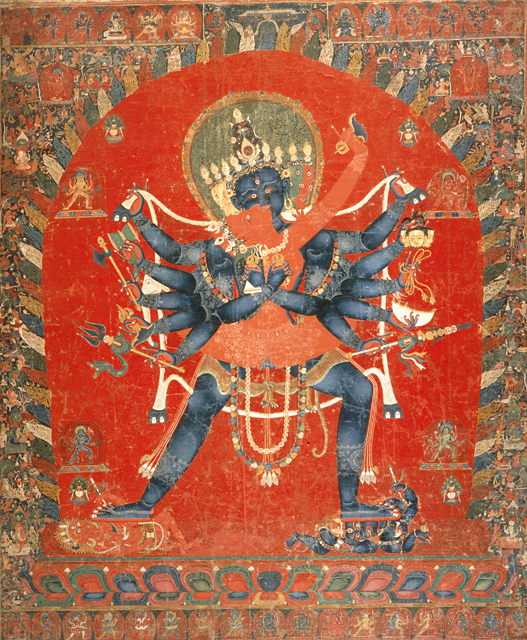
Cakrasaṃvara Tantra en Yab-Yum amb Vajravārāhī.